# Ward Goodenough
Ward Hunt Goodenough (* 30. Mai 1919 in Cambridge, Massachusetts; † 9. Juni 2013) war ein US-amerikanischer Anthropologe, der wichtige Beiträge in den Bereichen Kinship Studies, anthropologische Linguistik, interkulturelle Studien und kognitiver Anthropologie leistete.

## Leben und Wirken
Ward Hunt Goodenough wurde geboren als sein Vater an der Harvard Divinity School promovierte. Während seiner Kindheit zog seine Familie in Europa und Deutschland viel um, da sein Vater Untersuchungen für seine Promotion durchführte. So kam es, dass Goodenough schon früh Interesse an Deutsch und an Sprachen im Allgemeinen entwickelte. 1937 begann er sein Studium an der Cornell University. Im Hauptfach studierte er Skandinavische Sprachen und Literatur, wurde jedoch zugleich von dem Psychologen Leonard S. Cottrell, Jr. und dem Anthropologen Lauriston Sharp beeinflusst. 1940 machte er seinen Bachelorabschluss. Später begann er seine Promotion im Fach Anthropologie an der Yale University, doch aufgrund des Zweiten Weltkrieges war er zunächst gezwungen sein Studium zu unterbrechen. Während des Krieges arbeitete Goodenough unter der Leitung von Samuel Stouffer in der Forschungsabteilung des Bereichs Information und Bildung des Kriegsministeriums. In dieser Zeit eignete er sich Fachwissen in quantitativer Forschung sowie klinischer Psychologie und Sozialpsychologie an.:6–8
Nach dem Krieg nahm Goodenough sein Studium an der Yale University wieder auf. Dort wurde er bei seiner Dissertation von George Peter Murdock betreut, besuchte jedoch auch Vorlesungen von Bronisław Malinowski und Ralph Linton. 1947 wurde Goodenough Teil der Forschergruppe, die sich mit der Coordinated Investigation of Micronesian Anthropology (CIMA) beschäftigte. Dieses umfangreiche Projekt unter der Leitung von Murdock wurde von dem Office of Naval Research (ONR) gefördert. Goodenough betrieb im Jahr 1947 gemeinsam mit Murdock sieben Monate Feldstudien auf Chuuk. Diese Forschungsarbeit sollte der amerikanischen Regierung grundlegende Informationen über Mikronesien liefern. Die Arbeit stellt einen bedeutenden Meilenstein in der Geschichte der Studien über Mikronesien und den Start moderner Ethnologie auf diesem Gebiet dar.
1949 schloss Goodenough seine Doktorarbeit mit dem Titel A Grammar of Social Interaction ab. Diese wurde später in einer überarbeiteten Version unter dem Titel Property, Kin, and Community on Truk veröffentlicht. Marshall und Caughey bezeichnen sie als erste aus der CIMA resultierende Veröffentlichung und als einen Klassiker der Ethnografie über den pazifischen Raum:9. Von 1948 bis 1949 bekam Goodenough einen Lehrauftrag an der Fakultät für Anthropologie an der University of Wisconsin–Madison. Anschließend wechselte er an die University of Pennsylvania, wo er bis zu seiner Pensionierung im Jahr 1989 blieb. 1951 betrieb er Feldstudien in Kiribati und 1954 organisierte er eine Gemeinschaftsstudie seiner in Ethnografie promovierenden Studenten auf Neubritannien, Papua-Neuguinea.
Mitte der Fünfziger hatte sich Goodenough einen Namen als bedeutender Theoretiker der Anthropologie gemacht. In den darauffolgenden Jahren leistete er weiterhin wichtige Beiträge in den Bereichen Kulturstudien und Anthropologie, darunter 1981 das Lehrbuch Culture, Language, and Society. 1968 wurde er ausgewählt den Lewis Henry Morgan-Vortrag zu halten, was eine der höchsten Ehren in der amerikanischen Anthropologie darstellt.
Goodenough gewann mit zunehmendem Alter immer mehr Ansehen und erhielt weitere Ehrungen und Auszeichnungen. 1963 war er Präsident der Society for Applied Anthropology und von 1966 bis 1970 Redakteur der Fachzeitschrift American Anthropologist. 1971 wurde er zum Mitglied des Bereichs Anthropologie der National Academy of Sciences (NAS) gewählt, 1973 in die American Philosophical Society und 1975 in die American Academy of Arts and Sciences. Goodenough war 1987 Präsident des Institute on Religion in an Age of Science.:11 Von 1976 bis 1982 übernahm er den Lehrstuhl für den Fachbereich Anthropologie an der Penn University. Zudem war er als Gastprofessor an folgenden Universitäten tätig: Cornell University, Swarthmore College, Bryn Mawr College, University of Hawaii, University of Wisconsin-Madison, Yale University, Colorado College, University of Rochester und St. Patrick’s College in Irland.
Am 9. Juni 2013 starb Ward Hunt Goodenough im Alter von 94 Jahren.

## Forschungsschwerpunkte
Goodenough beschäftigte sich vorwiegend mit den Verwandtschaftsbeziehungen der Bewohner des Chuuk. Sein bekanntestes Werk auf diesem Gebiet beschäftigt sich mit der Entwicklung einer Methode, mit der die Komponentenanalyse auf die Untersuchung der Verwandtschaftsterminologie anzuwenden ist. Des Weiteren entwickelte er Ralph Lintons Theorie zu Sozialem Status und Sozialer Rolle unter Anwendung einer strukturellen Komponentenanalyse.

## Publikationen (Auswahl)
- Property, Kin and Community on Truk. (= Yale University Publications in Anthropology. Nr. 46). 1951.
- Residence Rules. In: Southwestern Journal of Anthropology. Band 12, 1956, S. 22–37.
- Cultural Anthropology and Linguistics. In: Paul L. Garvin (Hrsg.): Report of the Seventh Annual Round table Meeting on Linguistics and Language Study. (= Monograph Series on Language and Linguistics. Nr. 9). Georgetown University, Washington DC 1957, S. 167–173.
- Cooperation in Change: An Anthropological Approach to Community Development. Russell Sage Foundation, New York 1963.
- als Hrsg.: Explorations in Cultural Anthropology: Essays in Honor of George Peter Murdock. McGraw-Hill Book, New York 1964.
- Description and Comparison in Cultural Anthropology. Aldine, Chicago 1970.
- Culture Language and Society. (= Addison-Wesley Modular Publications. Nr. 7). Reading, Mass. 1971.
- Under Heaven’s Brow: Pre-Christian Religious Tradition in Chuuk. (= Memoirs of the American Philosophical Society Philadelphia. Band 246). 2002.
- In Pursuit of Culture. In: Annual Review of Anthropology. Band 32, Nr. 1, 2003, S. 1–12.

## Auszeichnungen
- Bronislaw Malinowski Award